# جيمس هارفي (لاعب كرة قدم)
جيمس هارفي (بالإنجليزية: James Harvey)‏ (7 أغسطس 1911 بيوركشاير في المملكة المتحدة - ) هو لاعب كرة قدم بريطاني في مركز حراسة المرمى. لعب مع شيفيلد وينزداي ونادي بريستول روفيرز ونادي روذرهام يونايتد ونادي غيلينغهام وفريكلي أثلتيك ‏ ودنابي يونايتد.